# Regione dell'Anatolia Orientale
La regione dell'Anatolia Orientale (in turco Doğu Anadolu Bölgesi) è una delle sette divisioni a fini statistici della Turchia. 
Si trova nella parte orientale del Paese. La superficie è di circa 150.210 km² e ha una popolazione di circa 5,8 milioni di abitanti.

## Popolazione
La sua popolazione è prevalentemente appartenente alla minoranza curda.

## Province
Della regione fanno parte le seguenti province:
- Ağrı
- Ardahan
- Bingöl
- Bitlis
- Elâzığ
- Erzincan
- Erzurum
- Hakkâri
- Iğdır
- Kars
- Malatya
- Muş
- Tunceli
- Van